# Центральний банк Домініканської Республіки
Центральний банк Домініканської Республіки (ісп. Banco Central de la República Dominicana) — центральний банк Домініканської Республіки.

## Історія
9 жовтня 1947 року заснований державний Центральний банк Домініканської Республіки, що отримав монопольне право випуску банкнот. Банк почав операції 23 жовтня того ж року. У тому ж році банк почав випуск банкнот.